# Gilles Bouvard
Gilles Bouvard (Bourg-en-Bresse, 30 d'octubre de 1969) va ser un ciclista francès, que fou professional entre 1994 i 2004. Va aconseguir diferents triomfs d'etapa en curses com el Critèrium del Dauphiné Libéré o el Tour del Llemosí.

## Palmarès
- 1993
  - 1r a la París-Mantes-en-Yvelines
- 1996
  - Vencedor d'una etapa al Critèrium del Dauphiné Libéré
- 1997
  - Vencedor d'una etapa al Tour del Llemosí
- 2001
  - Vencedor d'una etapa al Tour del Llemosí

### Resultats al Tour de França
- 1995. 63è de la classificació general
- 1996. Abandona (8à etapa)
- 2001. 53è de la classificació general
- 2004. 128è de la classificació general

### Resultats a la Volta a Espanya
- 2000. Abandona (11à etapa)